# Vysokorychlostní trať Haramain
Vysokorychlostní trať Haramain (Haramain High Speed Railway, HHR) je osobní železnice, která propojuje islámská svatá města Mekka a Medina v západní části Saúdské Arábie. Trať měří zhruba 450 km a vede přes Džiddu a Ekonomické město krále Abdalláha.
HHR umožňuje jízdu rychlostí až 300 km/h a je tak první vysokorychlostní železnicí v Saúdské Arábii. Stavba byla zahájena v březnu 2009 a provoz na ní byl zahájen 11. října 2018.

## Historie

### Stavba
Stavba byla zahájena v březnu 2009 a projekt měl být podle původních plánů dokončen v roce 2012. Stalo se tak ale až v roce 2018. Celková hodnota kontraktu byla přibližně 9,4 miliardy USD.

### Požár stanice Džidda (2019)
Dne 29. září 2019 vypukl ve stanici Džidda masivní požár, při kterém bylo zraněno několik lidí a stanice byla zcela zničena. Hasičům trvalo 12 hodin, než dostali oheň pod kontrolu. Požár se rozšířil od plastových střešních panelů, důvod jejich vzplanutí není znám. Aby nebyl narušen železniční provoz mezi Mekkou a Medinou, vznikl kolem stanice 1,5 km dlouhý obchvat.